# Saba National Marine Park

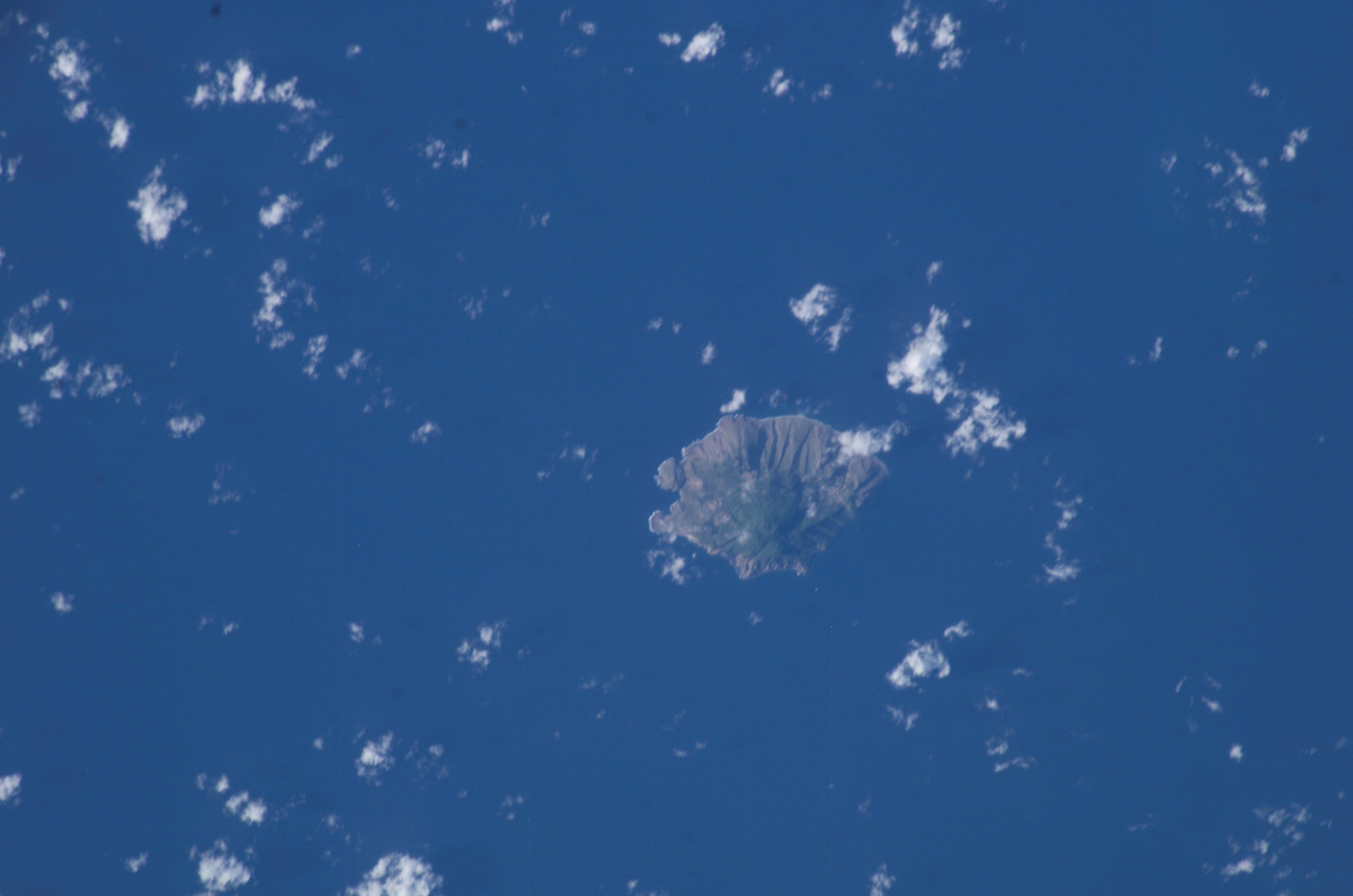
Saba en omliggende wateren vanuit het Internationaal ruimtestation ISS

Het Saba National Marine Park is een zeereservaat en nationaal park rond Saba in Caribisch Nederland.
Het zeereservaat bevat 1300 hectare rond de gehele kust van het eiland Saba tot een diepte van 60 meter. Door de regering van de Nederlandse Antillen werd het gebied in 1987 als national park aangewezen en het wordt beheerd door de Saba Conservation Foundation. 
Er zijn meerdere koraalriffen in het gebied en naast natuurbescherming staat ook toerisme centraal in het gebied. Het Saba National Marine Park is geliefd bij duikers die alleen onder begeleiding mogen duiken.   

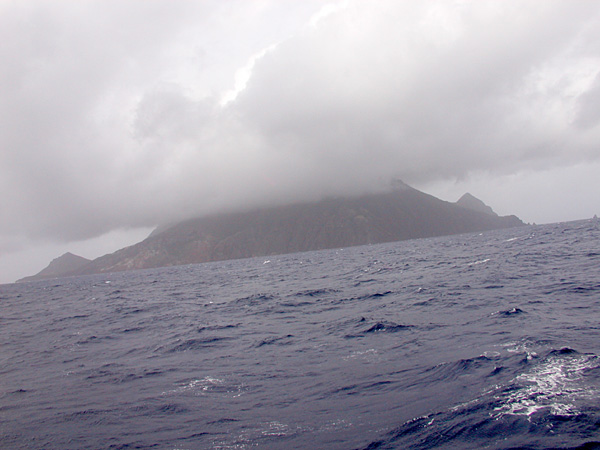
Oostkust van Saba
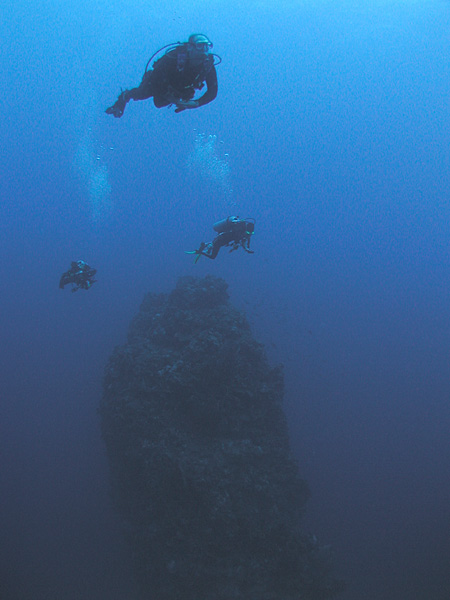
Duikers
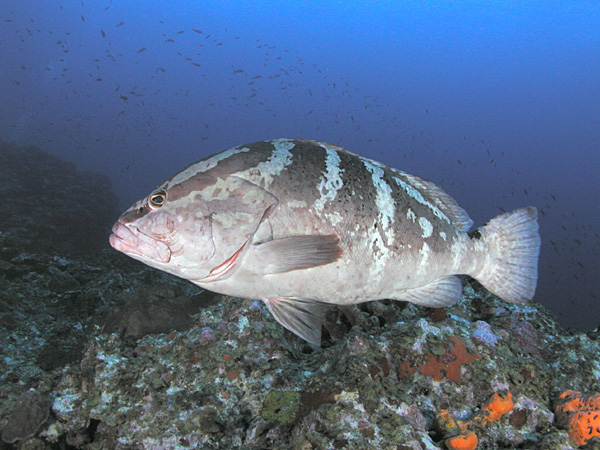
Grote Nassautandbaars
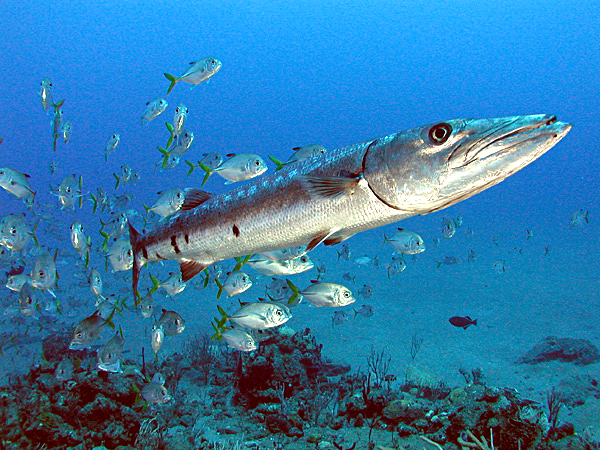
Grote barracuda
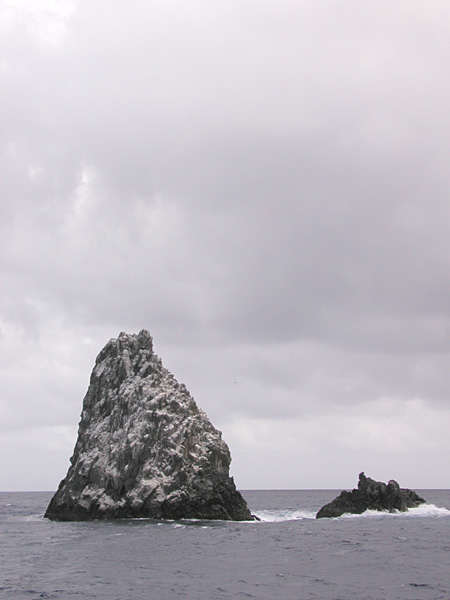
Diamond Rock
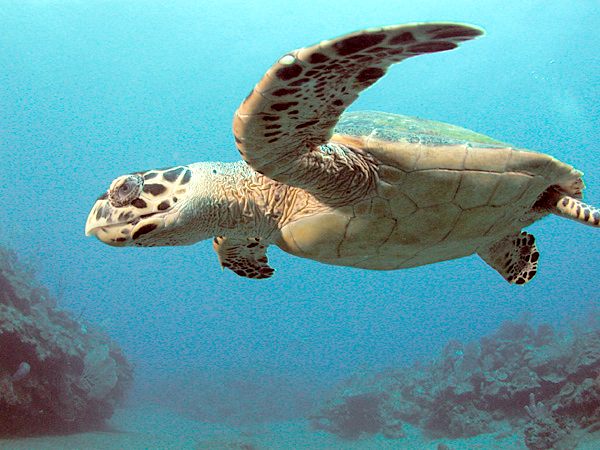
Karetschildpad